# Unión Nacionalista del Pueblo
La Unión Nacionalista del Pueblo (UNP) fue una alianza política y electoral pro-militar y conservadora en Bolivia, constituida para presentar candidaturas en las elecciones generales de 1978.
La UNP fue creada el 18 de febrero de 1978 por:
- Falange Socialista Boliviana, FSB (facción de derecha pro-militar liderada por Gastón Moreira Ostria)
- Movimiento Nacionalista Revolucionario, MNR (facción pro-militar liderada por Rubén Julio Castro)
- Partido Revolucionario Auténtico, PRA (facción pro-militar liderada por Jorge Ríos Gamarra)
- Comité de Unidad Nacional, CUN
- Movimiento Popular Cristiano, MPC
- Partido Liberal, PL
- Unión Nacionalista Barrientista, UNB
- Partido de la Unión Republicana Socialista, PURS
- Partido Social Cristiano, PSC[2] (escisión del Partido Demócrata Cristiano)
- Partido de Izquierda Revolucionaria, PIR
- Alianza Revolucionaria Barrientista, ARB

Su candidato presidencial fue Juan Pereda Asbún (independiente) y Alfredo Franco Guachalla (MNR) como candidato vicepresidencial. Obtuvieron el primer lugar en la votación, pero dichas elecciones fueron posteriormente anuladas.